# Daniele Carnasciali
Daniele Carnasciali (San Giovanni Valdarno, 6 settembre 1966) è un dirigente sportivo ed ex calciatore italiano, di ruolo difensore.

## Carriera

### Giocatore

#### Club
Ha militato in diverse squadre italiane di Serie A tra cui la Fiorentina, vincendo una Coppa Italia e una Supercoppa italiana, il Bologna e il Venezia; in Serie B ha disputato due campionati con il Brescia, ottenendo la promozione in massima serie nella stagione 1991-1992.
Seppur abbia segnato poche reti nel corso della sua carriera, era un terzino destro prettamente offensivo dotato di una buona velocità e una buona tecnica individuale. Sapeva svolgere abilmente anche la fase difensiva grazie a un ottimo senso dell'anticipo e ottimi tempi di esecuzione delle diagonali

#### Nazionale
Ha all'attivo 2 presenze in nazionale, durante la gestione di Arrigo Sacchi, relative ad altrettante gare amichevoli disputate da titolare, contro la Turchia e contro la Bosnia ed Erzegovina.

### Dopo il ritiro
Nel 2001 raggiunge un accordo con il club che l'ha cresciuto calcisticamente, la Sangiovannese per il ruolo di direttore sportivo. In seguito si è allontanato dal mondo del calcio e, da allora, gestisce una società immobiliare.

## Statistiche

### Cronologia presenze e reti in nazionale
| Cronologia completa delle presenze e delle reti in nazionale ― Italia | Cronologia completa delle presenze e delle reti in nazionale ― Italia | Cronologia completa delle presenze e delle reti in nazionale ― Italia | Cronologia completa delle presenze e delle reti in nazionale ― Italia | Cronologia completa delle presenze e delle reti in nazionale ― Italia | Cronologia completa delle presenze e delle reti in nazionale ― Italia | Cronologia completa delle presenze e delle reti in nazionale ― Italia | Cronologia completa delle presenze e delle reti in nazionale ― Italia |
| Data                                                                  | Città                                                                 | In casa                                                               | Risultato                                                             | Ospiti                                                                | Competizione                                                          | Reti                                                                  | Note                                                                  |
| --------------------------------------------------------------------- | --------------------------------------------------------------------- | --------------------------------------------------------------------- | --------------------------------------------------------------------- | --------------------------------------------------------------------- | --------------------------------------------------------------------- | --------------------------------------------------------------------- | --------------------------------------------------------------------- |
| 21-12-1994                                                            | Pescara                                                               | Italia                                                                | 3 – 1                                                                 | Turchia                                                               | Amichevole                                                            | -                                                                     | 54’                                                                   |
| 6-11-1996                                                             | Sarajevo                                                              | Bosnia ed Erzegovina                                                  | 2 – 1                                                                 | Italia                                                                | Amichevole                                                            | -                                                                     |                                                                       |
| Totale                                                                |                                                                       | Presenze                                                              | 2                                                                     |                                                                       | Reti                                                                  | 0                                                                     |                                                                       |

## Palmarès
- Coppa Italia: 1

Fiorentina: 1995-1996
- Supercoppa italiana: 1

Fiorentina: 1996
- Campionato italiano di Serie B: 2

Brescia: 1991-1992
Fiorentina: 1993-1994